# Acanto (Grecia)
Acanto (in greco antico: Ἄκανθος?, Ákanthos), in seguito chiamata Erisso, era una città della Penisola Calcidica, situata sulla costa della penisola di Agion Oros, a circa 2,4 km dall'antico canale di Serse.
Strabone pone erroneamente Acanto sul golfo Singitico, ma la città si affacciava certamente sul golfo di Orfani, come afferma Erodoto: l'errore potrebbe essere dovuto all'estensione del territorio della città, che forse arrivava fino all'altra sponda della penisola.

## Storia
Fondata come colonia da abitanti di Andro, assunse una certa importanza nella regione.
Il re dei Persiani Serse vi fece tappa durante la sua invasione della Grecia (480 a.C.) e lodò gli abitanti per lo zelo che dispiegavano nel servirlo.
Nel 424 a.C., durante la guerra del Peloponneso, Acanto si arrese allo spartano Brasida; la sua indipendenza fu poi garantita da Sparta e da Atene nella pace di Nicia (421 a.C.).
Acanto, per mantenersi indipendente da Olinto, nel 383 a.C. assieme ad Apollonia chiamò in proprio aiuto Sparta; in seguito fu incorporata dal regno di Macedonia. Nel 200 a.C., durante la seconda guerra macedonica, Acanto fu presa dai Romani e saccheggiata.